# Vertrag von Grimnitz

Pommern-Wappen nach Grimnitz 1529

Im Vertrag von Grimnitz vom 26. August 1529 wurde der langjährige Disput zwischen den Geschlechtern der Greifen und Hohenzollern über den legalen Status und die Erbfolge im Herzogtum Pommern beigelegt. Der Vertrag bekräftigte und erweiterte den 1493 geschlossenen Vertrag von Pyritz.
Unter einigen formellen Vorbehalten wurde von Seiten der Hohenzollern die Reichsunmittelbarkeit des pommerschen Herzogtums unter den Greifen anerkannt. Im Gegenzug wurde den Brandenburger Markgrafen von den Greifen die Erbfolge im Falle des Erlöschens der Greifenlinie im Mannesstamm zugestanden. Der Vertrag wurde zwischen Joachim I. Nestor, Markgraf von Brandenburg, und den Pommernherzögen Barnim IX. und Georg I. in Grimnitz bei Eberswalde geschlossen und 1530 auf dem Reichstag zu Augsburg von Kaiser Karl V. bestätigt.

## Hintergrund

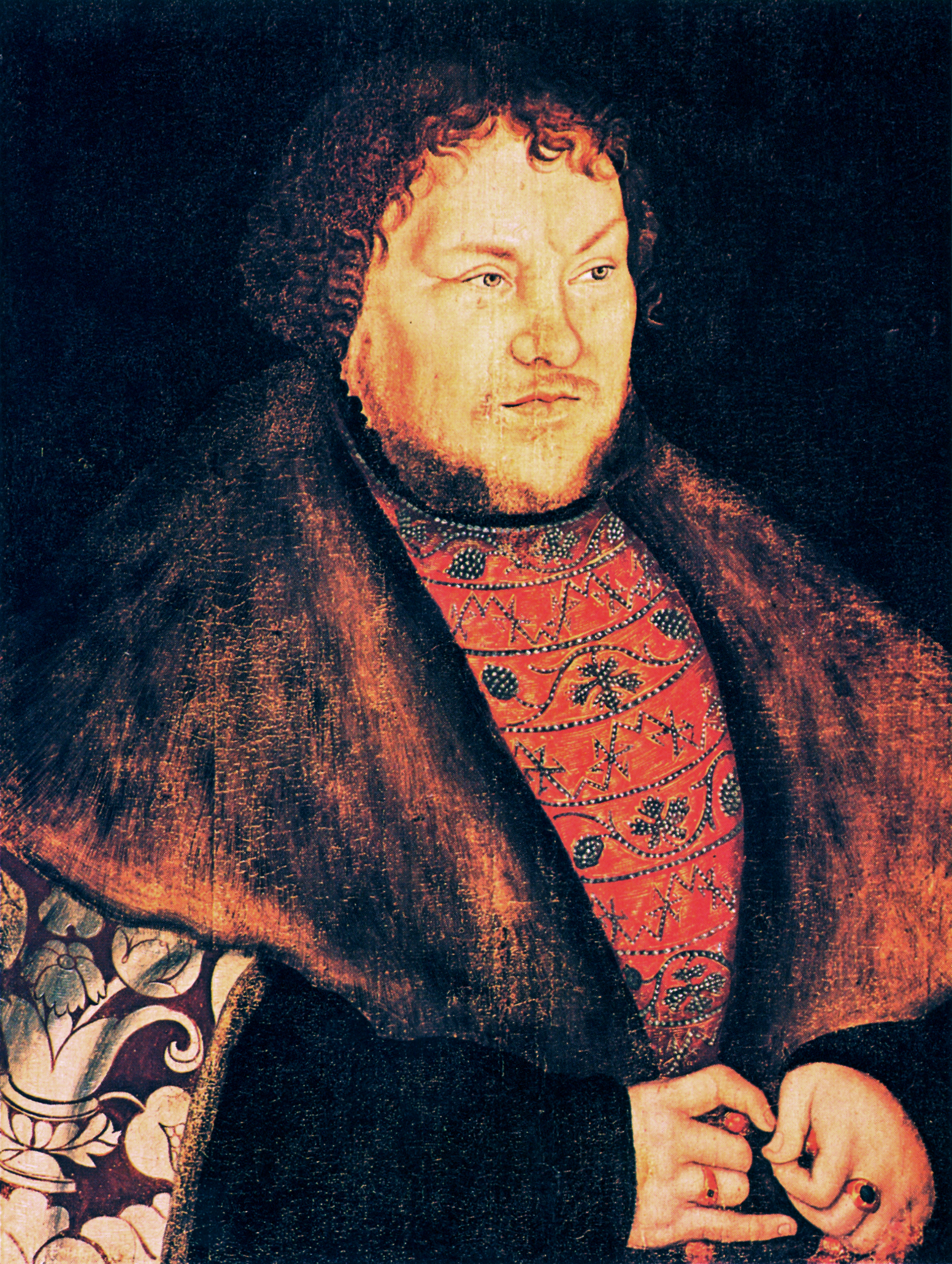
Joachim I. (Brandenburg)

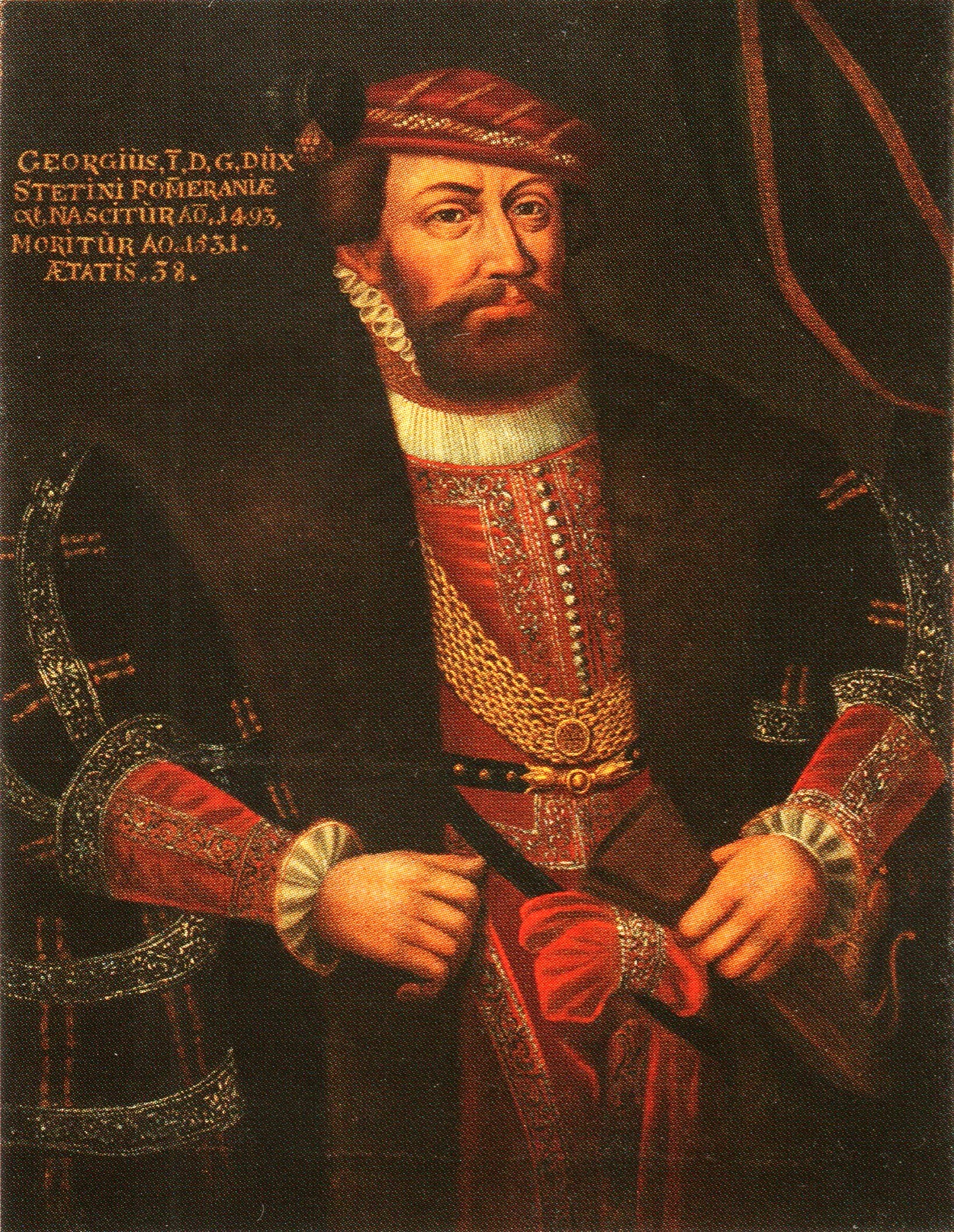
Georg I. (Pommern)

Der brandenburgisch-pommersche Konflikt zur Frage, ob Pommern brandenburgisches oder reichsunmittelbares Lehen sei, war im Jahre 1493 durch den Abschluss des Pyritzer Vertrages zwischen dem Brandenburger Hohenzollern Johann Cicero und dem pommerschen Greifenherzog Bogislaw X. schon einmal beigelegt worden. In diesem Vertrag wurde Bogislaw X. von der sich aus den Prenzlauer Verträgen (1472/79) ergebenden Pflicht befreit, sein Herzogtum von den Brandenburgern zu Lehen zu nehmen, im Gegenzug war bereits in Pyritz die Erbanwartschaft der Hohenzollern auf Pommern im Falle des Aussterbens der Greifen festgeschrieben worden.
Als Johann Cicero den Pyritzer Vertrag abschloss, hoffte er auf ein baldiges Eintreten des Erbfalls, da Bogislaw X. zu diesem Zeitpunkt kinderlos war. Als sich dies jedoch kurz darauf änderte, intrigierte er gegen Bogislaw X., um diesen an der tatsächlichen Durchsetzung der Reichsunmittelbarkeit Pommerns zu hindern. Kaiser Karl V. (HRR) belehnte daraufhin sowohl den Markgrafen als auch den Greifen mit Pommern, und forderte von beiden den entsprechenden Steuersatz. Als Bogislaw X. 1523 starb, übernahmen seine Söhne Barnim IX. und Georg I. gemeinsam die Regierung in Pommern, und führten die Auseinandersetzung mit Joachim Ciceros Nachfolger Joachim I. weiter.
Nachdem der Konflikt für einiges Aufsehen im Reichstag gesorgt hatte, boten sich verschiedene Hochadlige als Vermittler an. Letztlich gelang dies den Braunschweiger Herzögen Erich I. und Heinrich, auf deren Vermittlung hin ein Vertrag in der brandenburgischen Burg Grimnitz nördlich von Eberswalde geschlossen wurde.

## Vertragsinhalt

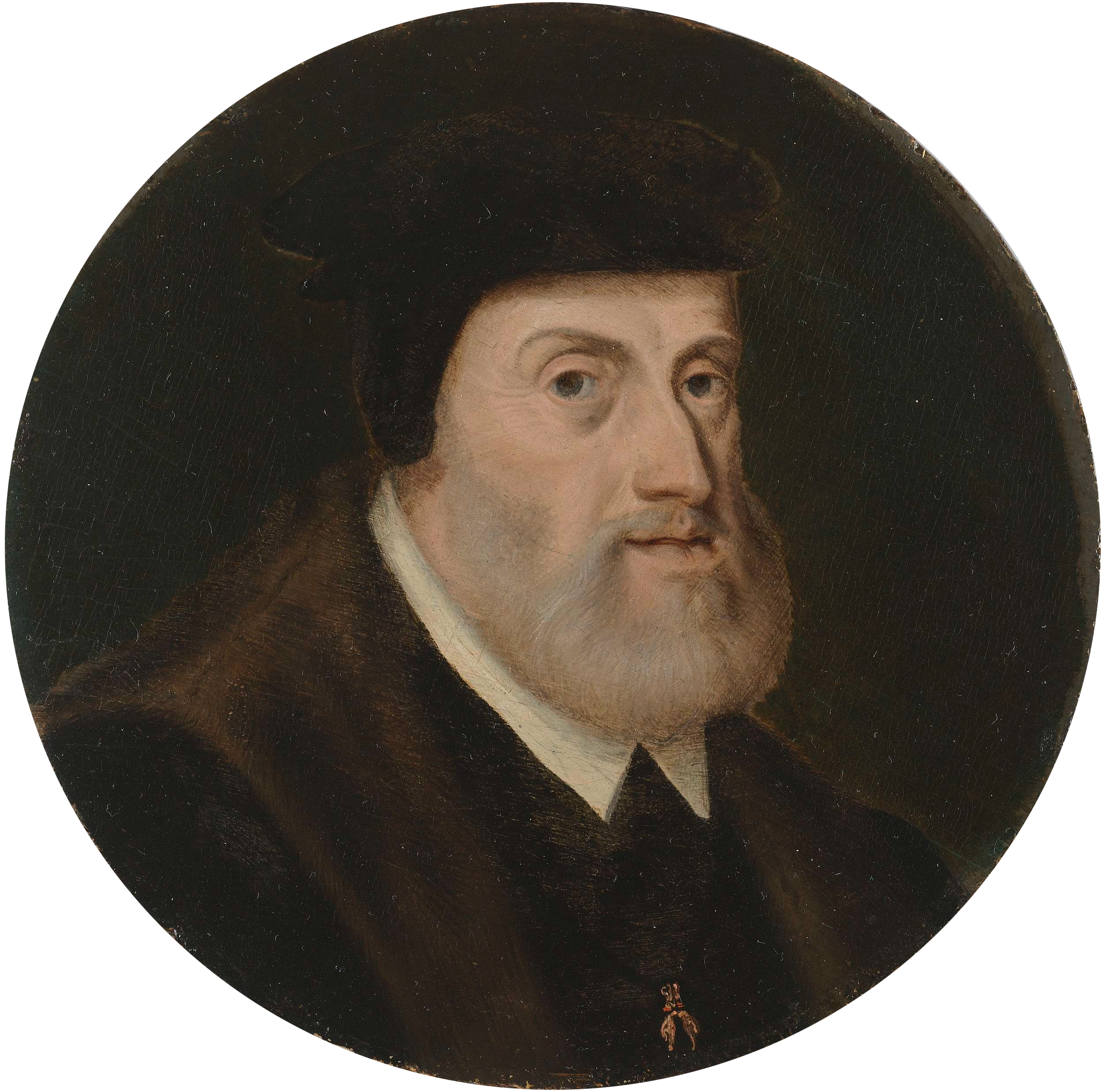
Kaiser Karl V.

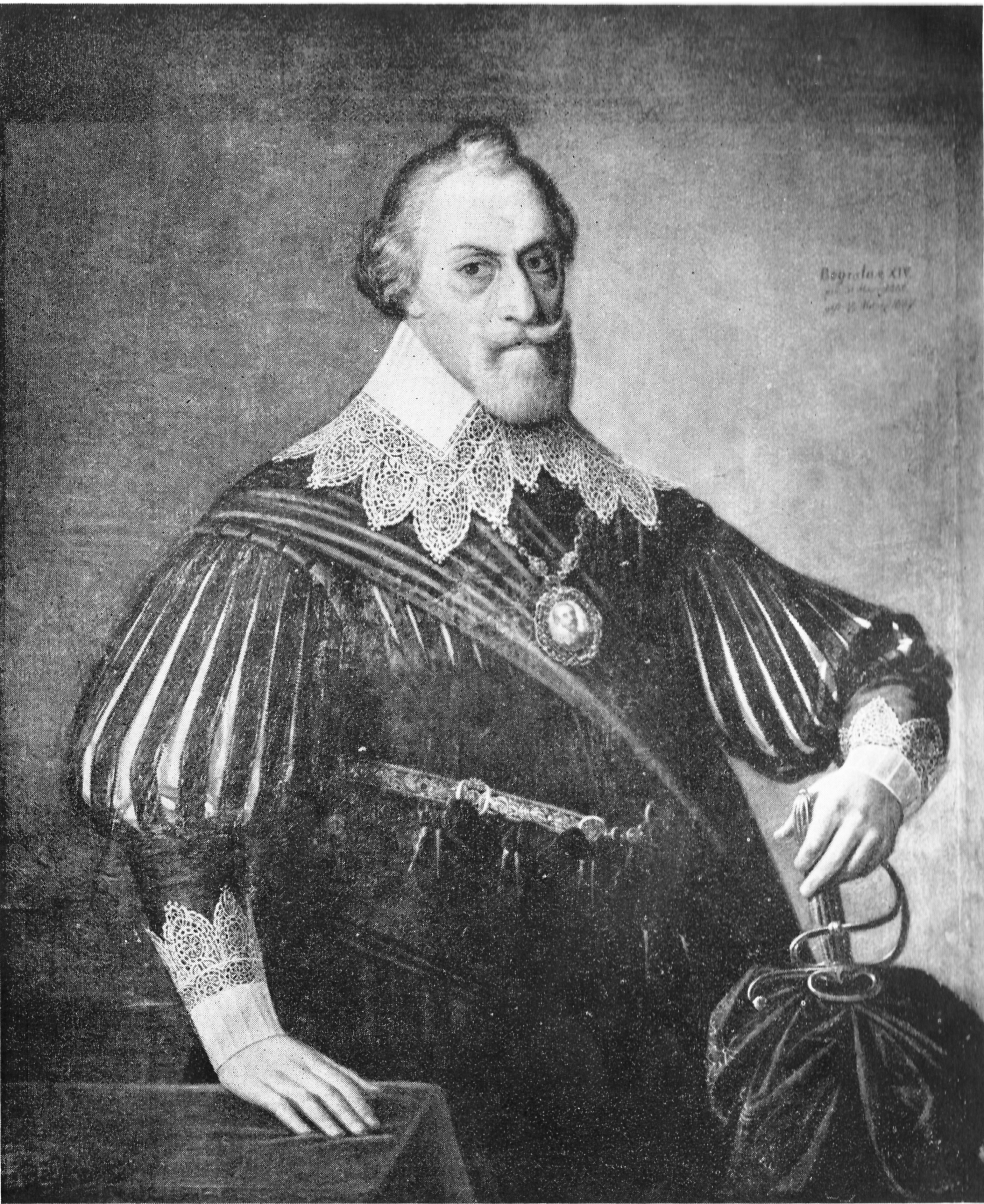
Bogislaw XIV.

Joachim I. Nestor, akzeptierte die Reichsunmittelbarkeit des Herzogtums Pommern. Die Pommernherzöge Barnim IX. und Georg I. akzeptierten die Erbfolge der Brandenburgischen Markgrafen im Falle des Aussterbens des Greifengeschlechts.
Vor jeder Belehnung der Greifen mit Pommern sollten die Brandenburger Markgrafen verständigt werden, um das ihnen im Vertrag zugebilligte Recht wahrzunehmen, bei der Zeremonie die pommerschen Fahnen zu berühren, wenn diese den Greifen vom Kaiser überreicht wurden. Weiterhin erhielten die Hohenzollern das Recht, Vertreter zu den Huldigungen der Pommernherzöge durch die pommerschen Stände zu entsenden. Den Hohenzollern wurde auch das Recht auf eine formelle Belehnung mit der Erboption auf Pommern durch den Kaiser zugesprochen. Der Grimnitzer Vertrag sollte zudem bei jedem Belehnungsakt der Greifen mit Pommern verlesen und bekräftigt werden.
Weiterhin wurde den Brandenburger Markgrafen gestattet, die pommerschen Herzogstitel und -wappen zu führen, nicht jedoch in Anwesenheit der Greifenherzöge.

## Umsetzung

### Belehnung
Die Vertragsklauseln zur Belehnung wurden auf dem Augsburger Reichstag von 1530 umgesetzt, als die Pommernherzöge Barnim IX. und Georg I. erstmals formell mit Pommern belehnt wurden. Kaiser Karl V. und die Kurfürsten betraten als erste den Raum, und nachdem sie Platz genommen hatten, trug Joachim I. Nestor seinen formellen Einspruch gegen die Belehnung der Pommernherzöge vor, erklärte sich aber zur Zustimmung bereit, falls er während der Zeremonie die pommerschen Fahnen berühren dürfe. Der Kaiser tat die Kenntnisnahme des Vorbehaltes kund. Daraufhin schloss sich Georg, Markgraf von Brandenburg-Ansbach, dem Protest Joachims an.
Daraufhin betraten die Greifenherzöge den Raum, im Gefolge die Fahnen von Pommern, Stettin, Slawien, Barth, Rügen, Wolgast, Usedom, Gützkow und der Kaschubei, die dem Kaiser überreicht wurden, bevor sie ihm auf Knien den Lehnseid leisteten. Kurfürst Joachim I. Nestor wiederholte daraufhin seinen Protest, und als die Greifen die pommerschen Fahnen vom Kaiser zurückerhielten, trat er vor und berührte eine jede mit seiner Hand. Dieses Ritual wurde bei jeder nachfolgenden Belehnung wiederholt.

### Erbfall

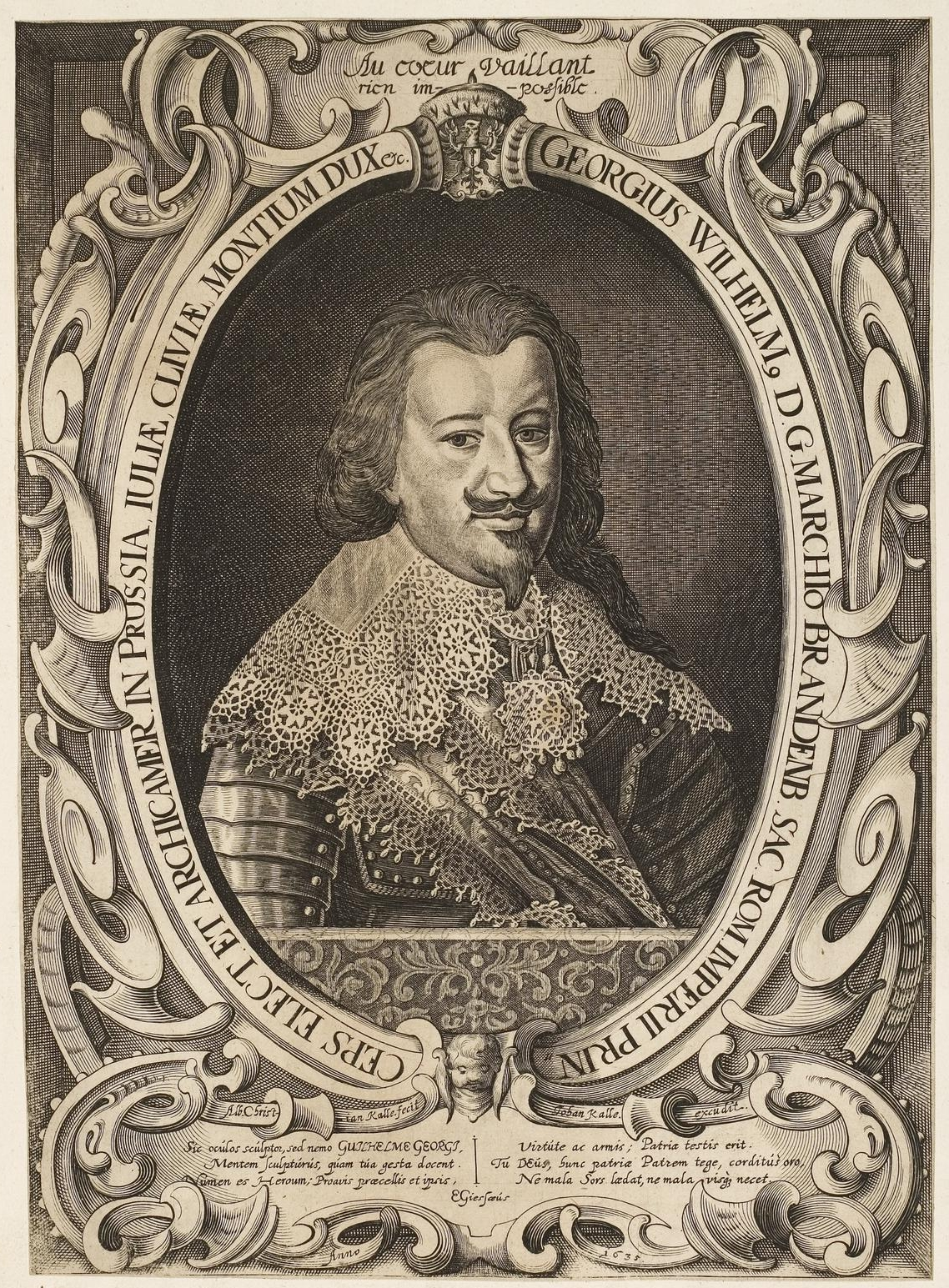
Kurfürst Georg Wilhelm

Während des Dreißigjährigen Krieges hatte 1630 König Gustav Adolf von Schweden das von kaiserlichen Truppen besetzte Herzogtum erobert und den Herzog Bogislaw XIV., den letzten aus dem Geschlecht der Greifen, im Vertrag von Stettin (1630) zu einer „Allianz“ genötigt. Sie sicherte Schweden auch im Fall seines Todes die Regierungsgewalt in Pommern zu. Nachdem Bogislaw 1633 durch einen Schlaganfall regierungsunfähig geworden war, übernahm Schweden die Macht in Pommern. Als Bogislaw 1637 starb, belehnte Kaiser Ferdinand III. im Vollzug des Grimnitzer Vertrags 1638 den Kurfürsten Georg Wilhelm von Brandenburg mit dem Herzogtum Pommern. Georg Wilhelm, der über keine nennenswerten Streitkräfte verfügte, und sich außerhalb des Reichs krank in Königsberg (Preußen) aufhielt, war nicht in der Lage, das Herzogtum in Besitz zu nehmen. Freiwillig gab Schweden das Herzogtum an Georg Wilhelm nicht heraus, wobei es sich auf den Allianzvertrag berief. Erst der Westfälische Frieden vereinbarte 1648 eine Teilung Pommerns in einen schwedischen und einen brandenburgischen Teil, der Schweden im Besitz Stettins, der Odermündung, Rügens und Stralsunds beließ. Es bedurfte des Stettiner Grenzrezesses von 1653, bis Schweden im Jahr darauf den brandenburgischen Teil vollständig räumte.